# Malibu Rescue (film)
Malibu Rescue è un film del 2019 diretto da Savage Steve Holland e distribuito internazionalmente su Netflix il 13 maggio 2019.

## Trama
Dopo aver compiuto l'ennesima bravata, l'adolescente problematico Tyler viene spedito dai suoi genitori a Malibu Beach per frequentare il Junior Rescue, corso estivo per bagnini. Insieme ad un gruppo di ragazzi, Tyler si ritroverà ad affrontare un lungo ed estenuante addestramento.

## Serie TV
Il film è stato seguito da una serie televisiva distribuita da Netflix il 3 giugno 2019.